# James Russell Lowell
James Russell Lowell (engelskt uttal: [d͡ʒeɪmz ˈrʌsəl ˈloʊəl]), född 22 februari 1819 i Cambridge i Massachusetts, död 12 augusti 1891 i samma stad, var en amerikansk poet, kritiker, redaktör och diplomat. Lowell ingick i Firesidepoeterna, en grupp författare från New England, där diktarna i denna krets var de första amerikanska poeter som åtnjöt samma popularitet som brittiska författarkollegor. I sin poesi använde Firesidepoeterna gärna konventionella versmått.
Trots sitt rykte som bråkmakare tog Lowell examen vid Harvard College 1838 och fortsatte därefter med juristexamen vid Harvard Law School. Han skrev sin första diktsamling 1841 och gifte sig 1844 med Maria White. Paret fick flera barn av vilka ett överlevde barndomen. Paret engagerade sig mot slaveriet i USA, en ståndpunkt som avspeglade sig i Lowells poesi. Han blev redaktör för en abolitionistisk tidning i Philadelphia. På äldre dagar, återflyttad till hemstaden Cambridge i Massachusetts, var Lowell en av grundarna till tidningen The Pioneer, vilken utkom med tre nummer. Han blev känd 1848 för A Fable for Critics, en längre satirisk dikt om samtida poeter och litteraturkritiker. Samma år gav han ut The Biglow Papers, vilket gjorde honom ytterligare mer känd. Lowell skulle komma att ge ut flera andra diktsamlingar och essäsamlingar under sin litterära karriär. Sedan hustrun Maria White avlidit 1853 reste Lowell till Europa. Åter i USA undervisade Lowell i tjugo år i språk vid Harvard. Han hade gift om sig 1857, samma år som han blev redaktör för The Atlantic Monthly. 1877 utsågs han till ambassadör i Spanien och senare även i England. Sitt sista år tillbringade han i Cambridge, på godset där han föddes. Han avled där den 12 augusti 1891.
Enligt Lowell var poeten viktig både som profet och samhällskritiker. Han använde poesi i reformarbetet, främst i frågan om slaveriets avskaffande. Lowells engagemang mot slaveriet förändrades under åren, liksom hans åsikter om afroamerikaner. Lowell försökte, vilket är särskilt tydligt i The Biglow Papers, efterlikna yankee-dialekten i sina rollfigurers dialoger. Detta inspirerade bland andra författare som Mark Twain och H. L. Mencken.

## Biografi

### Bakgrund och uppväxt

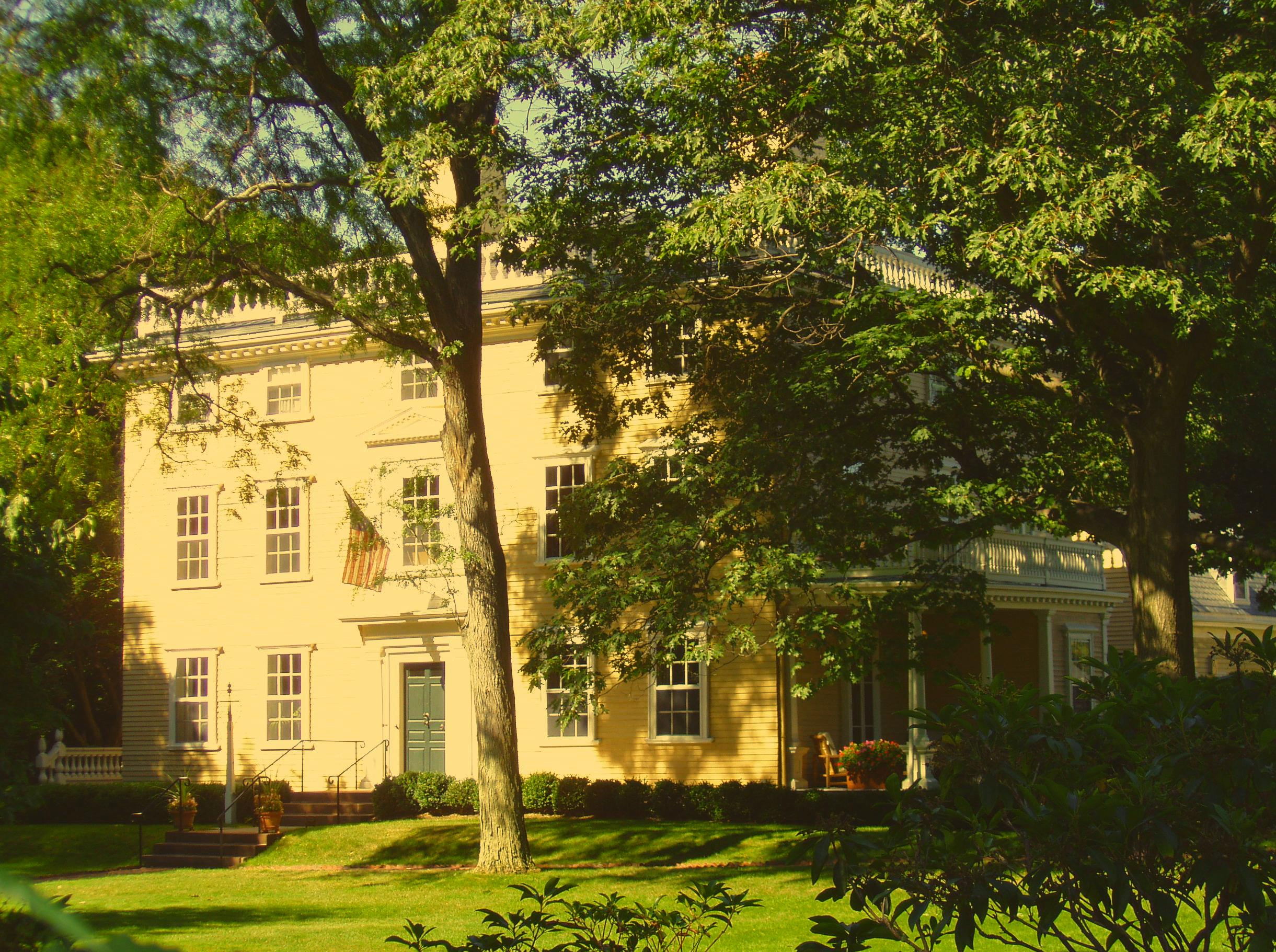
Elmwood, i Cambridge, Massachusetts, var James Russell Lowells födelseplats och hem.

Lowells anfader Percival Lowle kom från Bristol i England och bosatte sig i Newbury i Massachusetts 1639. James Russell Lowell, som föddes den 22 februari 1819, var son till Charles Russell Lowell, Sr. (1782–1861) och Harriett Brackett Spence Lowell. Fadern, som var präst i Boston i en unitarisk kyrka, hade studerat teologi i Edinburgh. När James Russell Lowell föddes ägde familjen godset Elmwood i Cambridge. Han var det yngsta barnet av sex och hans äldre syskon hette Charles, Rebecca, Mary, William och Robert. Av modern lärde sig Lowell uppskatta litteratur från hennes hembygd på Orkneyöarna, särskilt poesi, ballader och berättelser. Han undervisades av Sophia Dana, sedermera gift med George Ripley. Därefter gick Lowell i en skola där en av hans klasskamrater var Richard Henry Dana Jr.
År 1834, då Lowell var 15 år gammal, skrev han in sig vid Harvard College. Han var ingen mönsterelev och hamnade ofta i svårigheter. Under sitt andra år uteblev han från de obligatoriska kyrkobesöken 14 gånger och från lektionerna 56 gånger. Under sitt sista år på Harvard skrev han: "Under det första året gjorde jag ingenting, under det andra året gjorde jag ingenting, under det tredje året gjorde jag ingenting och under det fjärde året har jag fortfarande inte gjort någonting, vad collegestudier beträffar." Under sitt sista år på Harvard ingick han även i redaktionen för Harvardiana, en litterär tidskrift där han bidrog med poesi och prosatexter vilka han senare medgav höll låg kvalitet. Lowell utsågs till klassens poet 1838 och ombads, så som traditionen bjöd, att skriva och recitera ett eget poem dagen före skolavslutningen den 17 juli 1838. Lowell var dock avstängd och utan möjlighet att delta. Klasskamraterna betalade då för att hans dikt skulle tryckas upp och spridas.
Lowell var rådvill tiden efter examen och valde mellan ekonomi, teologi, medicin eller juridik när han skulle läsa vidare. Han bestämde sig för juridik och började på Harvard Law School 1840 där han tog examen två år senare. Medan han studerade juridik fortsatte han att bidra med poesi och prosastycken i olika tidningar. Under denna tid var Lowell deprimerad och hade planer på att begå självmord. För en vän berättade Lowell att han, då han var 20 år gammal, vid ett tillfälle höll en osäkrad pistol mot pannan och tänkte ta sitt liv.

### Äktenskap och familj

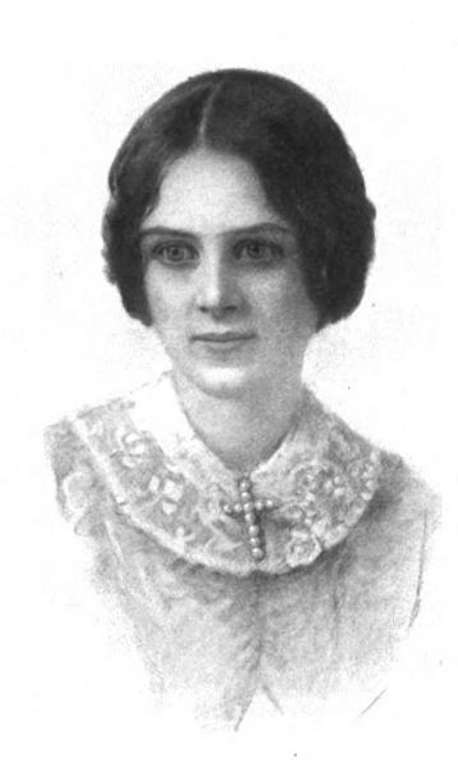
Maria White Lowell.

I slutet av 1839 träffade Lowell Maria White genom hennes bror William, en av Lowells kurskamrater vid Harvard. Paret förlovade sig på hösten 1840. Marias far, Abijah White, var en rik köpman från Watertown och krävde att bröllopet skulle skjutas upp till dess att Lowell hade en anställning där han tjänade pengar. De gifte sig den 26 december 1844, kort efter att brudgummen givit ut Conversations on the Old Poets, en samling tidigare publicerade essäer. Liksom Lowell, skrev även makan poesi. Hon var medlem av Boston Female Anti-Slavery Society och övertygade Lowell att bli abolitionist. Lowell hade tidigare uttryckt åsikter mot slaveriet, men tillsammans med Maria White blev han mer aktiv och engagerad. I sin andra diktsamling, Miscellaneous Poems, kom antislaveritankarna till uttryck. Boken trycktes i 1 500 exemplar och sålde bra.
Maria var lungsjuk och paret flyttade till Philadelphia kort efter att de gift sig i hopp om ett tillfrisknande. I Philadelphia arbetade Lowell med Pennsylvania Freeman, som var en abolitionistisk tidning. Våren 1845 flyttade paret tillbaka till Cambridge i Massachusetts och bosatte sig på godset Elmwood. De fick fyra barn, varav endast ett (Mabel, född 1847) överlevde småbarnstiden. Deras första barn, Blanche, född 31 december 1845, avled 15 månader gammal. Rose, som föddes 1849, levde endast några månader. Sonen Walter, som föddes 1850, dog 1852. Lowell tog förlusten av sina barn hårt. Hans sorg över att ha förlorat sin första dotter uttryckte han i dikten "The First Snowfall" (1847). Han övervägde återigen självmord och skrev till en vän att han tänkte "på mina rakknivar och min strupe och att jag är en dåre och en fegis som inte avslutar allt på en gång".

### Litterär karriär
Lowells första dikter publicerades utan ersättning i Southern Literary Messenger år 1840, innan han tillsammans med vännen Robert Carter grundade den litterära tidskriften The Pioneer. Det mesta av tidskriftens innehåll var nyskrivet och innehöll kritik; inte bara litteraturkritik, utan även musik- och konstkritik. I det första numret publicerades "Det skvallrande hjärtat" av Edgar Allan Poe för första gången. Kort efter att det första numret av tidningen kommit ut, drabbades Lowell av en ögonsjukdom och fick behandling mot den i New York. Under hans frånvaro misskötte Carter tidningen och efter tre månader lades verksamheten ned. Lowells skulder uppgick till 1 800 dollar. Poe sörjde tidningens öde och kallade det "ett allvarligt slag mot den rena smaken".
Trots misslyckandet med The Pioneer fortsatte Lowell att intressera sig för den litterära världen. Han skrev artikelserien "Anti-Slavery in the United States" i London Daily News, men redaktörerna lade ned serien efter fyra artiklar i maj 1846. Lowell hade skrivit dessa artiklar anonymt, då han hoppats att de skulle få större tyngd om det inte var känt att de kom från en hängiven abolitionist. Under våren 1848 började han skriva en dikt eller en prosaartikel i veckan för National Anti-Slavery Standard of New York. Efter ett år blev han ombedd att bara skriva en gång i veckan för att bereda plats åt författaren och reformarbetaren Edmund Quincy.
| "There comes Poe, with his raven, like Barnaby Rudge, Three-fifths of him genius and two-fifths sheer fudge." James Russell Lowell i A Fable for Critics (1848). |

A Fable for Critics, ett av Lowells populäraste verk, publicerades 1848. Det var en längre satirisk dikt som publicerades anonymt och i den skrev Lowell på ett skämtsamt sätt om samtida poeter och kritiker. Det visade sig populärt och de första 3 000 exemplaren såldes snabbt slut. Poe, som i den liknades vid Charles Dickens-figuren Barnaby Rudge och blev kallad "tre femtedelar geni och två femtedelar fudge", framförde kritik mot satiren och menade att den var ogenomtänkt och dåligt genomförd både i detalj och generellt sett och att detta förvånade honom.
Lowell gav ut boken The Biglow Papers 1848, som Grolier Club senare utsåg till årets mest betydelsefulla bok. De 1 500 första exemplaren sålde slut på en vecka och en ny upplaga gavs snart ut, där Lowell själv bekostade stereotyptryckningen. I boken representerar tre huvudpersoner olika aspekter av amerikansk livsstil och Lowell använde autentisk amerikansk dialekt i dialogen. Under ytan var The Biglow Papers även ett fördömande av det mexikanska kriget och krig i allmänhet.

### Den första Europaresan

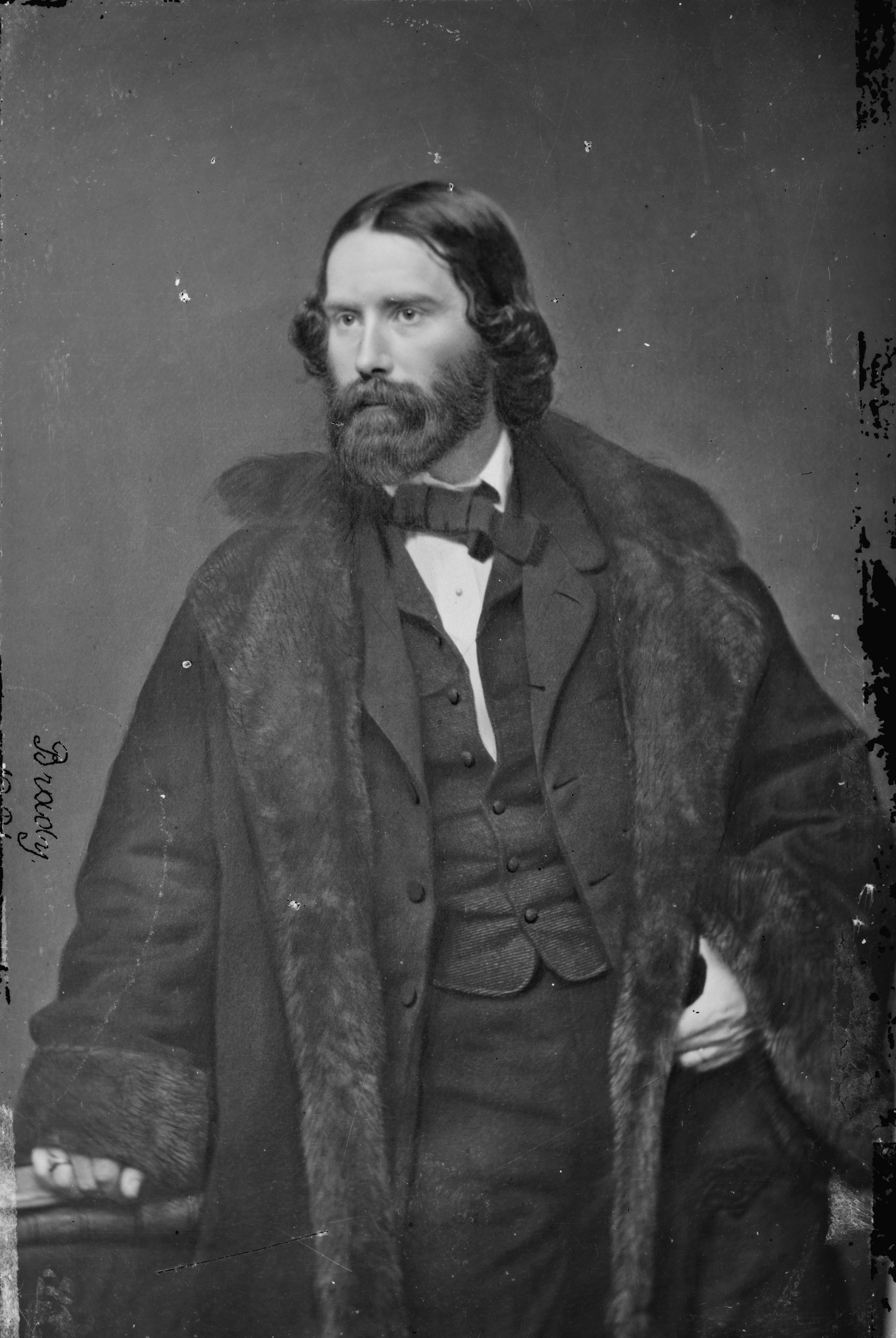
James Russell Lowell, Library of Congress-bild från Brady-Handy-samlingen.

År 1850 avled Lowells mor oväntat, liksom yngsta dottern Rose. Dödsfallen ledde Lowell in i depression och han isolerade sig under sex månader. I slutet av året föddes sonen Walter. Till en vän skrev Lowell att döden är "en privatlärare. Vi har inga medforskare och vi måste dra hjärtats lärdomar i ensamhet". Detta, samt Compromise of 1850 - en kompromiss mellan olika stater i USA gällande äganderätten till vissa territorier som det togs kontroll över under det mexikanska kriget - fick Lowell att acceptera ett erbjudande från William Wetmore Story att tillbringa en vinter i Italien. För att ha råd med resan sålde Lowell mark kring Elmwood; han planerade att sälja av mer vartefter, vilket ledde till att han så småningom avyttrade cirka 10 av godsets omkring 12 hektar. Walter avled plötsligt av kolera när de var bosatta i Rom och Lowell, makan och dottern Mabel, återvände till USA i oktober 1852. Lowell publicerade minnen från resan i flera tidskrifter, texter som senare ingick i samlingen Fireside Travels (1867). Han var även redaktör för en serie korta biografiska noveller om British Poets.
Tillståndet förvärrades på våren 1853 för hustrun Maria, som hade varit sjuklig i många år. Den 27 oktober avled hon till följd av tuberkulos. Vid begravningen var kistan öppen, så att dottern Mabel kunde se hennes ansikte, medan Lowell "länge lutade sig mot ett träd och grät", enligt Henry Wadsworth Longfellow och hans blivande andra hustru, som var närvarande. År 1855 lät Lowell trycka  en minnesvolym av hustruns poesi, dock endast i 50 exemplar, för att delas ut privat. Trots att Lowell var gladlynt som han själv beskrev det, försvårades livet för honom på Elmwood då fadern blev döv. Samtidig hade systern Rebecca psykiska problem och ibland kunde det vara tyst i en hel vecka. Igen isolerade sig Lowell och hans dagböcker från denna tid är översållade med hustruns initialer.

### Undervisning och den andra Europaresan
Kusinen John Amory Lowell erbjöd Lowell att hålla en föreläsning vid det ansedda Lowell Institute. Vissa menade att han fick den möjligheten endast tack vare släktbanden, i ett försök att häva sin depression. Lowell valde att föreläsa om engelska poeter och den första föreläsningen av tolv skulle hållas den 9 januari 1855. I december hade Lowell bara skrivit ihop fem av dem, i hopp om att han skulle få mer inspiration. Hans första föreläsning handlade om John Milton och hörsalen var överbokad, och han därför föreläsningen i repris följande eftermiddag. Lowell, som aldrig hade föreläst tidigare, hyllades. Under föreläsningsseriens gång erbjöds han en tjänst vid Harvard med en årslön på 1 200 dollar, en tjänst som han inte hade sökt. Istället för att undervisa i språk, såsom föregångaren Longfellow, skulle Lowell ansvara för institutionen och ge två föreläsningar per år i ämnen som han själv kunde välja. Lowell tog tjänsten med det villkoret att han först skulle få ett år på sig för utlandsstudier. Han avreste den 4 juni samma år, medan dottern Mabel togs om hand av guvernanten Frances Dunlap. Han besökte Le Havre, Paris och London och umgicks med vännerna Story, Robert Browning, Elizabeth Barrett Browning och Leigh Hunt. Han studerade språk, särskilt tyska, något som han fann svårt.
Tillbaka i USA sommaren 1856 påbörjade Lowell sin tjänst vid Harvard. Charles Eliot Norton ansåg att skolans undervisning inte naturligt låg för Lowell, vilket denne instämde i; likväl fortsatte han sin tjänst i tjugo år. Han fokuserade på att undervisa i litteratur hellre än etymologi och hoppades att studenterna skulle lära sig uppskatta ljudet, rytmen och poesins flöde snarare än ordteknik.

### Det andra äktenskapet
Lowell sörjde sin första hustru och undvek Elmwood. Istället bodde han på Kirkland Street i Cambridge, i området Professors' Row, fram till januari 1861 tillsammans med dottern Mabel och hennes guvernant Frances Dunlap. Lowell saknade planer på omgifte men förlovade sig 1857, till sina vänners förvåning, med Frances Dunlap (som av många beskrevs som simpel och oattraktiv). Dunlap var syskondotter till den förre guvernören i Maine, Robert P. Dunlap, och vän till Lowells första maka. Hennes familj hade varit rik, men blivit fattigare. Lowell och Dunlap gifte sig den 16 september 1857 och de vigdes av Lowells bror. Lowell skrev: "Mitt andra äktenskap var mitt livs klokaste handling & så länge jag är säker på det kan jag kosta på mig att vänta tills mina vänner håller med mig."

### Krigsåren och framåt

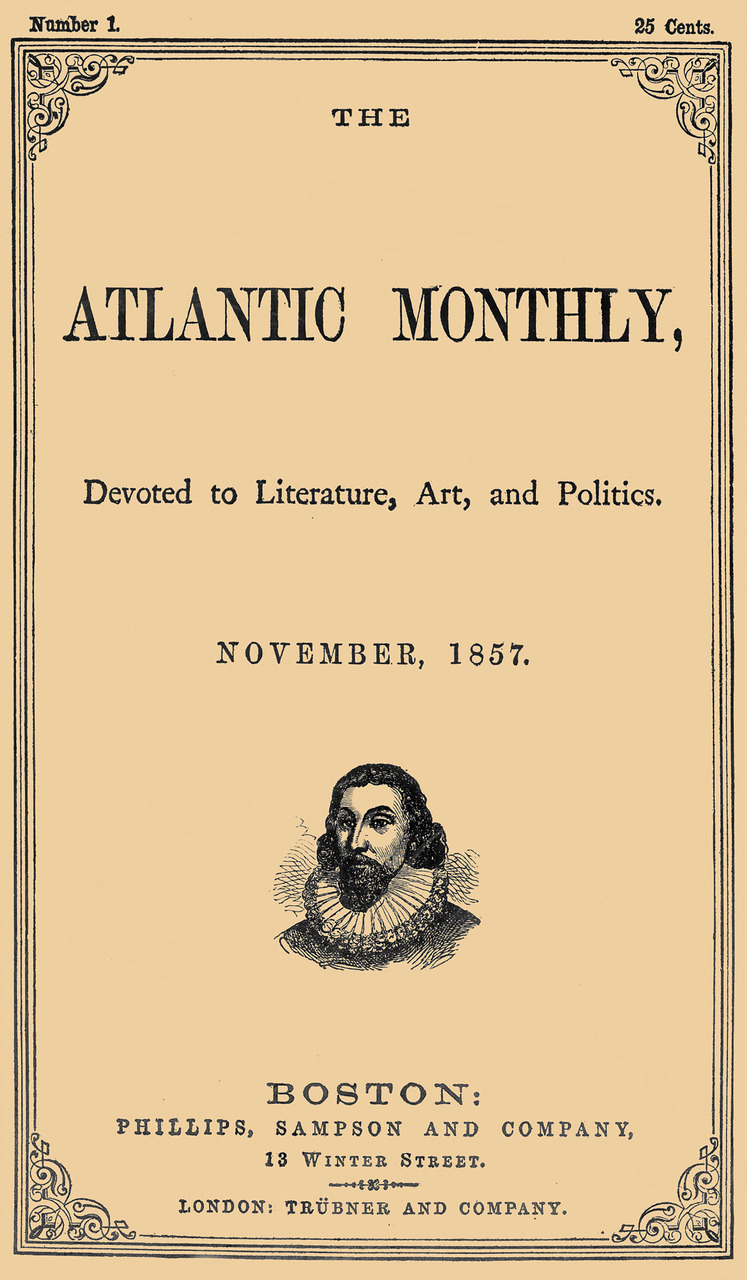
The Atlantic Monthly, november 1857.

Hösten 1857 grundades The Atlantic Monthly och Lowell blev dess förste redaktör, där det första numret kom ut i november samma år. I januari 1861 avled Lowells far i sviterna av en hjärtinfarkt, och därefter flyttade Lowell åter till Elmwood med sin familj. Han skrev till sin vän Briggs: "Jag är tillbaka på den plats som jag älskar allra mest. Jag sitter i min gamla vindskupa, vid mitt gamla skrivbord, rökandes min gamla pipa." [...] "Jag börjar känna mig mer som mitt gamla jag än vad jag gjort under de gångna tio åren." Kort därefter lämnade han The Atlantic Monthly. Två år tidigare hade James Thomas Fields tagit över som redaktör och tidningen hade överlåtits till Ticknor and Fields för 10 000 dollar. Lowell återvände till Elmwood i januari 1861 och upprätthöll en vänskaplig relation till de nya ägarna samt bidrog med poesi och prosa till tidningen under återstoden av sitt liv. Hans prosa publicerades regelbundet i North American Review under åren 1862–1872. Han var redaktör för Review tillsammans med Charles Eliot Norton. Lowell skrev främst recensioner i tidningen och färre dikter.
Redan 1845 hade Lowell förutspått att slaverifrågan skulle föranleda krig, och då det amerikanska inbördeskriget bröt ut på 1860-talet använde Lowell sin position på Review för att hylla Abraham Lincoln och hans strävan att bevara unionen. Lowell förlorade tre brorsöner i kriget, däribland Charles Russell Lowell, Jr, som blev brigadgeneral och stupade i slaget vid Cedar Creek.
Kort efter mordet på Abraham Lincoln blev Lowell tillfrågad om han ville läsa upp en dikt till minne av studenterna som dödats i kriget. Han framförde sin dikt "Commemoration Ode" den 21 juli 1865, efter att ha skrivit i 48 timmar, vilket kostade honom såväl sömn som aptit. Lowell hyste stora förhoppningar inför framförandet, men upplevde själv att han överskuggades av bland andra Ralph Waldo Emerson och Oliver Wendell Holmes, Sr. som även de framförde sina verk den dagen. Samtidigt som Lowell själv erfor att han misslyckades, gratulerades han av vänner och poetkollegor. Lowell utökade sedan sin dikt med en strof i vilken han hyllade Lincoln.
På 1860-talet ägnade Lowells vän Longfellow många år till att översätta Dante Alighieris Den gudomliga komedin och inbjöd regelbundet andra att komma och hjälpa honom på onsdagskvällarna. Lowell var en av medlemmarna i den så kallade "Danteklubben" tillsammans med William Dean Howells, Charles Eliot Norton och andra tillfälliga gäster. I början av 1867 färdigställde Lowell en ny diktsamling, Under the Willows and Other Poems, vilken utgavs först 1869. Ursprungligen hade Lowell avsett att kalla den för The Voyage to the Vinland and Other Poems. Diktboken, hans första sedan 1848, tillägnades Charles Eliot Norton. Den utgjordes av dikter som Lowell hade skrivit under tjugo års tid.
Lowell ville på nytt resa till Europa och sålde därför av mer av Elmwoods ägor samt hyrde ut huset till Thomas Bailey Aldrich. Lowells dotter Mabel hade vid det här laget flyttat ihop med sin make Edward Burnett, son till en framgångsrik affärsman och jordbrukare från Southboro, Massachusetts. Lowell och hans maka avreste till London den 8 juli 1872, sedan han beviljats tjänstledighet från Harvard. Paret besökte England, Frankrike, Schweiz och Italien. Under utlandsvistelsen utsågs Lowell till hedersdoktor vid University of Oxford och Cambridge University. Sommaren 1874 återvände paret till USA.

### Ambassadör

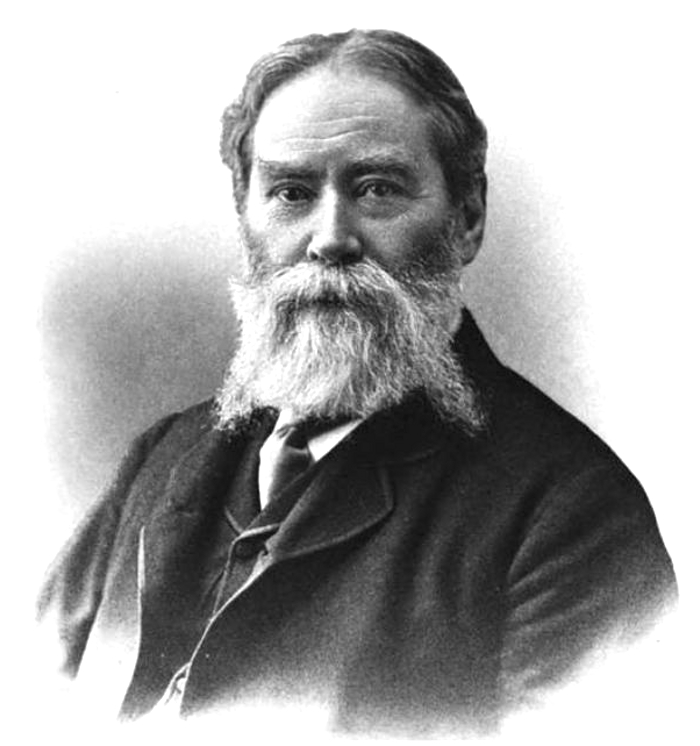
James Russell Lowell under senare delen av livet.

Lowell undervisade fram till 1877. Året innan hade Lowell gjort sitt intåg i politiken. 1876 var han ledamot av Republican National Convention i Cincinnati, Ohio, och stöttade presidentkandidaten Rutherford B. Hayes. Hayes, som nominerades och sedermera blev president tyckte om The Biglow Papers. I maj 1877 skickades William Dean Howells till Lowell med erbjudandet att bli Förenta staternas ambassadör i antingen Österrike eller Ryssland. Lowell avböjde men till följd av sitt intresse för spansk litteratur tackade han ja till att bli USA:s ambassadör i Spanien, med en årlig lön på $12 000.
Han begav sig från Boston den 14 juli 1877 och avsåg att stanna i Spanien ett eller två år, men återvände till USA först 1885. Den norske violinisten Ole Bull hyrde Elmwood under en del av Lowells tid i Spanien. Spanska medier kallade honom "José Bighlow". Lowell var väl förberedd för sin politiska roll, då han hade studerat juridik och kunde flera språk. I Spanien hade han svårigheter att ta sig in i sällskapslivet och roade sig med att skicka komiska rapporter till sina politiska chefer i USA, vilka senare samlades och utgavs postumt 1899 som Impressions of Spain. Lowell utsågs till medlem av Real Academia Española i slutet av 1878, något som gav honom möjlighet att arbeta med en ny ordbok.
I januari utsågs han till USA:s ambassadör i Storbritannien och fick en lön på $17 500 med $3 500 för omkostnader. Drottning Victoria menade att hon aldrig hade sett en ambassadör som "väckte så mycket intresse och vann så mycket respekt som herr Lowell". Lowell förblev på denna post fram till våren 1885 då Grover Cleveland tog över presidentposten efter Chester A. Arthur. Lowell lärde känna författaren Henry James, som tyckte att Lowell var "påfallande amerikansk". Lowell blev även vän med Leslie Stephen under tiden i Storbritannien och blev gudfar åt hans dotter, den blivande författaren Virginia Woolf. Lowell erbjöds en professur vid Oxford, men avböjde.
Lowells andra fru, Frances, avled den 19 februari 1885, då de fortfarande befann sig i England.

### De sista åren

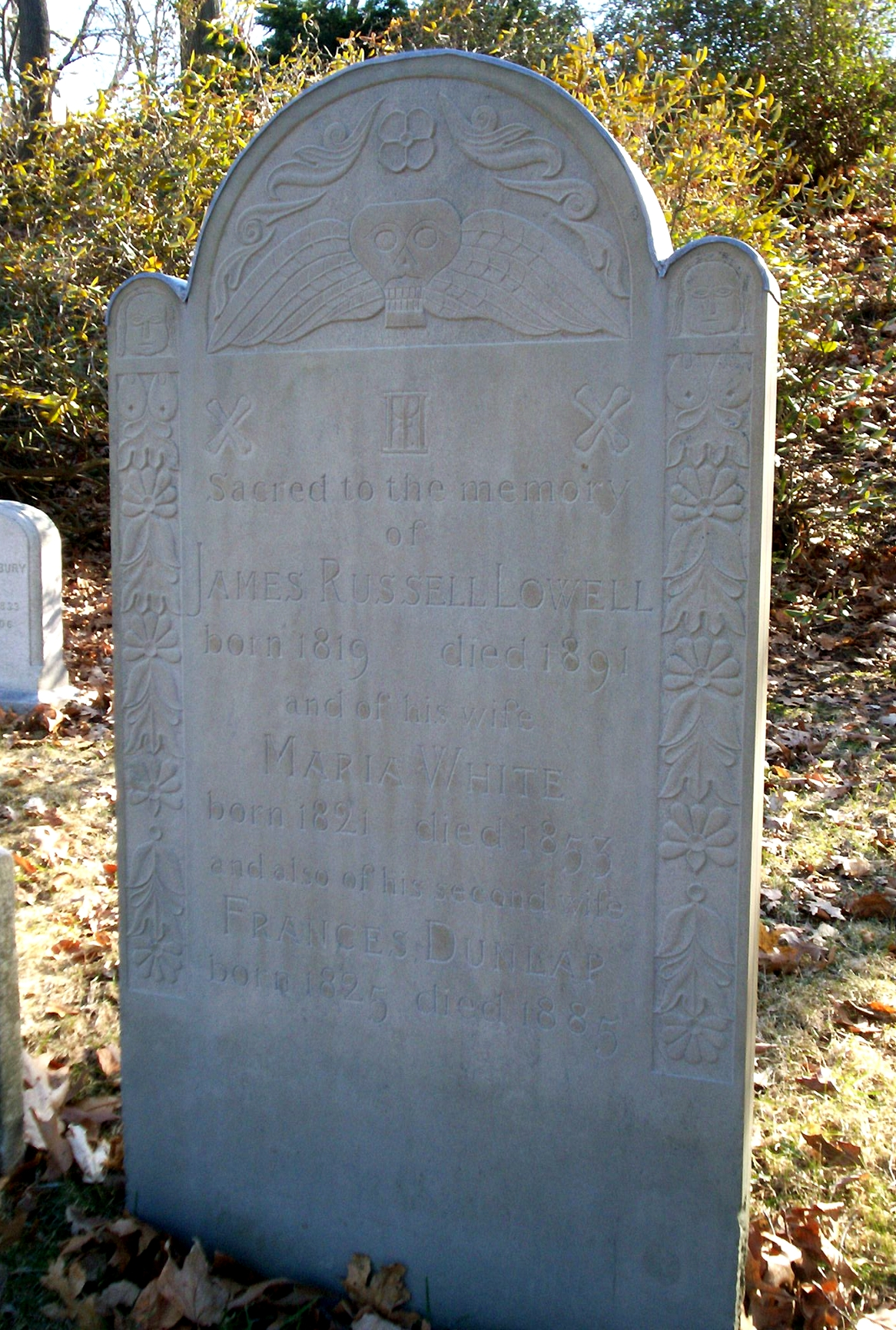
James Russell Lowells grav på Mount Auburn Cemetery i Cambridge, Massachusetts.

Lowell återvände till USA i juni 1885 och bodde med sin dotter och hennes man i Southboro, Massachusetts. Han tillbringade en tid i Boston hos sin syster, innan han återvände till Elmwood i november 1889. De flesta av hans vänner (såsom Quincy, Longfellow, Dana och Emerson) hade dött, vilket gjorde honom deprimerad och han övervägde återigen självmord.
Delar av 1880-talet ägnade han åt att hålla olika tal, och hans sista publicerade verk var främst essäsamlingar, däribland Political Essays, och diktsamlingen Heartsease and Rue som gavs ut 1888. Under sina sista levnadsår reste Lowell tillbaka till England och då han återvände till USA hösten 1889 flyttade han tillbaka till Elmwood tillsammans med Mabel, medan hennes make arbetade för kunder i New York och New Jersey. Lowell höll tal vid 100-årsdagen för George Washingtons installation samma år och The Boston Critic utgav ett specialnummer om Lowell på hans 70-årsdag, där hans vänner (däribland de tidigare presidenterna Hayes och Benjamin Harrison, premiärministern William Ewart Gladstone såväl som Alfred Tennyson och Francis Parkman) bidrog med sina minnen av honom.
Under de sista månaderna i livet plågades Lowell av gikt, ischias i sitt vänstra ben och kroniskt illamående. Sommaren 1891 fick han diagnosen cancer i njurar, lever och lungor. Han fick opium mot smärtan och var därefter sällan vid fullt medvetande. Han avled den 12 augusti 1891 på Elmwood. Efter begravning i Appleton Chapel jordfästes han på Mount Auburn Cemetery. Efter hans död blev Norton hans litteräre exekutör och denne publicerade flera av Lowells verk och brev.

## Litterär stil

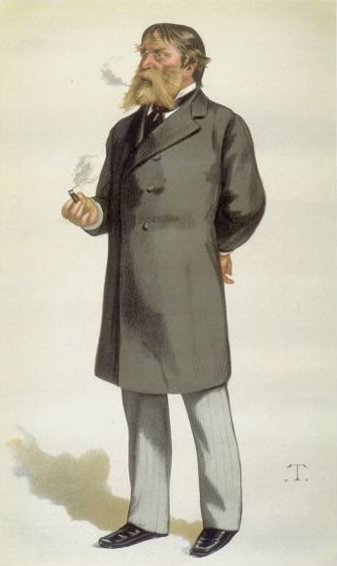
Porträtt av Lowell av Théobald Chartran, 1880.

James Russell Lowell påverkades i början av karriären av Swedenborgianism, en spiritistisk kristendom, skapad av Emanuel Swedenborg. Frances Longfellow (poeten Henry Wadsworth Longfellows maka) kommenterade inspirationen genom att säga "han länge kunnat se andar". Han skrev sina dikter i hast när han kände sig inspirerad av ett "inre ljus", men var oförmögen att skriva på beställning. Lowell såg på poeten som en profet, men gick även ett steg vidare och länkade samman religion, natur och poesi med kravet på sociala reformer.
Evert Augustus Duyckinck med flera välkomnade Lowell till Young America, en rörelse i New York. Utan att ansluta sig till rörelsen, delade han många av dess ideal. Till skillnad från många av sina samtida kollegor, däribland medlemmarna av Young America, förespråkade Lowell aldrig att skapa en ny nationallitteratur. Istället ville han främja vad han benämnde en "naturlig" litteratur, som skulle vara oberoende av land, kast eller ras och varnade för provinsialism som kunde utgöra hinder för en större gemenskap.
Som lingvist var Lowell en av grundarna av American Dialect Society. Intresset för dialekter återspeglades i texterna, särskilt i The Biglow Papers, som han skrev med en kraftigt ogrammatisk fonetisk stavning av yankee-dialekten. Med detta avsåg Lowell närma sig den vanlige amerikanens erfarenheter och revoltera mot de mer formella och, som han ansåg, onaturliga amerikanerna i litteraturen. Användningen av dialekt betraktas som nydanande i den amerikanska litteraturen.
Lowell räknas till Firesidepoeterna, en grupp författare från New England på 1840-talet. Förutom Lowell, räknas Longfellow, Holmes, John Greenleaf Whittier och William Cullen Bryant till denna litterära gemenskap.

## Abolitionism och andra reformrörelser
Även om han var abolitionist så skiftade hans uppfattning om afroamerikaner. Samtidigt som Lowell propagerade för de svartas rättigheter, så ansåg han att deras förmåga att rösta skulle bli problematiskt. Han skrev att befriade slavar var "smutsiga, lata och lögnaktiga". Redan innan han gifte sig med abolitionisten Maria White, skrev Lowell: "Abolitionisterna är det enda parti som jag sympatiserar med". I början av giftermålet delade han inte Whites engagemang för frågan; detta väcktes efter hand. Paret skänkte ofta pengar till slavar på flykt, även när de själva inte hade så gott om pengar, särskilt när det handlade om att frige en make, en maka eller ett barn. Ändå höll han inte med rörelsens anhängare till fullo. Han menade att majoriteten av svarta "förhöll sig till idéer som okunniga förhåller sig till körsbär, att de tror att de är onyttiga om de inte sväljer dem hela, med kärna och allt". Lowell beskrev sydstatare på ett negativt sätt i sin andra samling av The Biglow Papers men erkände, omkring 1865, att sydstatarna "endast var skyldiga till svaghet" och 1868 menade han att han sympatiserade med sydstatarna och deras syn på slaveri. Både Lowells vänner och fiender ifrågasatte hans vacklande inställning i slaverifrågan. Abolitionisten Samuel Joseph May anklagade Lowell för att vilja gå ur rörelsen på grund av hans koppling till Harvard och Boston Brahminkulturen.
Lowell var engagerad även i andra reformrörelser. Han propagerade för bättre förhållanden för fabriksarbetare och mot dödsstraff och han stödde nykterhetsrörelsen. Hans vän Longfellow bekymrade sig över hans nykterhetsfanatism och oroade sig för att Lowell skulle be honom förstöra sin vinkällare. Många berättelser vittnar om Lowells drickande under collegetiden. Hans vän Edward Everett Hale förnekade alla rykten och menade att Lowell redan då övervägde att gå med i Antivinklubben och under de första åren av sitt äktenskap var Lowell absolutist. På klubbar och tillställningar utan hustrun drack Lowell mycket. När han drack drabbades han av kraftiga humörsvängningar, från eufori till ursinne.

## Kritik
Lowell sa om sig själv 1849: "Jag är den förste poeten som försökt att uttrycka den amerikanska idén, och jag kommer att bli populär så småningom". Poeten Walt Whitman menade att "Lowell var ingen odlare, han var en byggare. Han byggde dikter; han planterade inte ett frö och lät sin sol lysa över det och lät resten sköta sig själv. Han mätte sina dikter; höll dem inom formeln." John Greenleaf Whittier, som också var en av Firesidepoeterna, hyllade Lowell genom att skriva två dikter i hans ära och kalla honom för "vår nye Theocritus" och "en av de starkaste och manligaste av våra författare - en republikansk poet som vågar uttala den impopulära sanningens modiga ord". Den brittiske författaren Thomas Hughes menade att Lowell var en av USA:s viktigaste författare: "Grekland hade sin Aristofanes; Rom sin Juvenal; Spanien hade sin Cervantes; Frankrike sin Rabelais, sin Molière, sin Voltaire; Tyskland sin Jean Paul, sin Heine; England sin Swift, sin Thackeray; och Amerika har sin Lowell." Lowells satir och dialektanvändande inspirerade författare som Mark Twain, William Dean Howells, H. L. Mencken och Ring Lardner.
Lowell har även mottagit negativ kritik; Margaret Fuller skrev att "hans verser är stereotypa, hans tankar saknar djup och eftervärlden kommer inte att minnas honom" medan Duyckinck tyckte att Lowells stil var alldeles för lik den av William Shakespeare och John Milton. Ralph Waldo Emerson ansåg att även om Lowell hade den tekniska expertisen uttryckte hans dikter mer hans önskningar och ambitioner än hans impulser, vilket Emerson tyckte var mindre bra. Lowells vän Richard Henry Dana, Jr. kallade honom för en man som var väldigt smart och underhållande, men att hans verk var ganska amatörmässiga. Richard Armour kallade Lowell för en "analfabetisk idiot" medan Van Wyck Brooks skrev att Lowells verk inte var något man lade på minnet.

## Eftermäle
Till minne av Lowell instiftade Modern Language Association 1969 ett pris som utdelas årligen.
En viss betydelse för den amerikanska medborgarrättsrörelsen i modern tid tillmättes Lowells dikt "The Present Crisis", ett tidigt verk som utpekade slaveriet som en nationell fara som ledde fram till inbördeskriget. National Association for the Advancement of Colored People uppkallade sitt nyhetsbrev, The Crisis efter dikten, och Martin Luther King, Jr. citerade ofta den i sina tal och predikningar. Dikten var även källa till hymnen Once to Every Man and Nation.

## Verk i urval
Poesisamlingar
- A Year's Life (1841)
- Miscellaneous Poems (1843)
- The Biglow Papers (1848)[29]
- A Fable for Critics (1848)[29]
- Poems (1848)[29]
- The Vision of Sir Launfal (1848)[29]
- Under the Willows (1869)  [72]
- The Cathedral (1870)[130]
- Heartsease and Rue (1888)[95]

Essäsamlingar
- Conversations on the Old Poets (1844)
- Fireside Travels (1864)[130]
- Among My Books (1870)[130]
- My Study Windows (1871)[130]
- Among My Books (den andra samlingen, 1876)[130]
- Democracy and Other Addresses (1886)[95]
- Political Essays (1888)[95]